# The Mars Project
The Mars Project (en alemán: Das Marsprojekt) es un libro científico, no ficticio, del físico de cohetes alemán (más tarde alemán-estadounidense), ingeniero de astronáutica y arquitecto espacial, Wernher von Braun. Traducido del original alemán por Henry J. White y publicado por primera vez en inglés por la Universidad de Illinois Press en 1953.
Realmente contiene especificaciones técnicas para una expedición tripulada a Marte. Escrito por von Braun en 1948 y fue el primer "diseño técnicamente completo" para ese tipo de expediciones. El libro fue descrito como "el libro más influyente sobre la planificación de misiones humanas a Marte".

## Trabajos citados
- von Braun, Wernher (1991) [1952]. The Mars Project (2nd edición). University of Illinois Press. ISBN 978-0-252-06227-8.